# Like a Virgin (canción)
«Like a Virgin» es una canción interpretada por la cantante estadounidense Madonna, incluida en su segundo álbum de estudio del mismo nombre. La compañía Sire Records la publicó el 31 de octubre de 1984 como el primer sencillo del álbum. También figura en los discos recopilatorios The Immaculate Collection (1990) y Celebration (2009). Compuesta por Billy Steinberg y Tom Kelly y producida por Nile Rodgers, Steinberg comentó que la canción se basó en sus experiencias personales con el amor. Michael Ostin, de Warner Bros. Records, fue quien la eligió para Madonna tras escuchar una maqueta cantada por Kelly. Sin embargo, Rodgers consideró al principio que no tenía un hook adecuado y no pensaba que fuera apropiado para la cantante, pero cambió de opinión cuando le comenzó a parecer pegadizo.
En el aspecto musical, «Like a Virgin» es una canción de género dance y posee dos hooks. Madonna canta en un registro vocal agudo y se puede escuchar un arreglo de batería constante, además de líneas de bajo. La letra es ambigua y consiste en indirectas e insinuaciones, por lo que fue objeto de diversas interpretaciones en cuanto a su contenido sexual. «Like a Virgin» recibió reseñas positivas de críticos contemporáneos y de su época de lanzamiento, que la han considerado una de las canciones que definen a Madonna. Fue su primer sencillo número 1 en el Billboard Hot 100 y llegó a la misma posición en las listas de Australia y Canadá, así como a los primeros diez lugares de los conteos en otros países.
Su video musical muestra a Madonna navegando por Venecia en una góndola y también caminando por un palacio, con un vestido de novia. Algunos especialistas han destacado la representación de la artista de una mujer sexualmente independiente y han comparado al hombre que aparece con una máscara de león con San Marcos y al erotismo del video, con la vitalidad de la ciudad en la que se filmó. Madonna la ha cantado en siete de sus giras, la última de ellas en el Rebel Heart Tour (2015-2016); en la mayoría de las ocasiones, las interpretaciones han desatado reacciones fuertes de los medios.
Varios artistas han realizado versiones del tema, que también ha aparecido en numerosas películas, como Reservoir Dogs, Moulin Rouge! y Bridget Jones: The Edge of Reason. La canción ha tenido un profundo impacto social. Varios grupos promotores de la familia y sectores tradicionalistas buscaron prohibirla, dado que consideraban que impulsaba las relaciones sexuales fuera del matrimonio. Por otra parte, la personalidad de Madonna, indómita, no avergonzada por su sexualidad y con confianza en ella misma gozó de gran aceptación por parte de las generaciones más jóvenes, que imitaron su estilo y forma de vestir en lo que se denominó con el término de «Madonna wannabe». Algunos expertos consideraron «Like a Virgin» como la canción que convirtió a la artista en un ícono de la cultura popular. Además, se incluyó en varias listas y recopilaciones hechas por críticos de numerosos medios y grupos de comunicación, como el Salón de la Fama del Rock, las revistas Rolling Stone y Q, entre otras más, como una de las canciones que han cambiado el mundo.

## Antecedentes

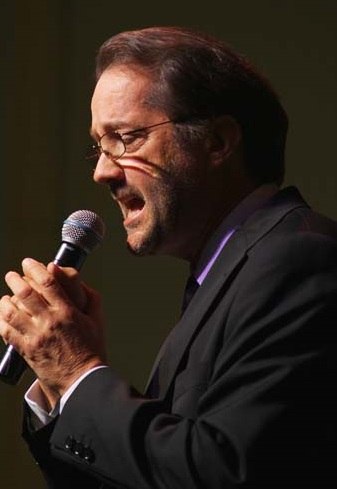
Tom Kelly (fotografía), uno de los compositores de «Like a Virgin»

«Like a Virgin» fue compuesta por Billy Steinberg y Tom Kelly. Steinberg vivía en los viñedos de su padre, en el Valle de Coachella, cuando un día le surgió la idea de la canción mientras conducía una camioneta roja. En una entrevista con Los Angeles Times, mencionó que no solo no se compuso para Madonna, sino que ni siquiera se compuso para una cantante femenina. Steinberg se inspiró en sus experiencias personales; en ese momento, acababa de salir de una relación tumultuosa y había conocido a alguien nuevo, lo que inspiró la letra de «Like a Virgin». Cuando llevó la canción a Kelly, se decidió que fuese una power ballad, pero tuvieron problemas al no saber cómo encajar la línea like a virgin. Steinberg recordó: «No quería incluir esa palabra atrevida, "virgen", en la letra. Solo quería dar a entender que [...] he sufrido emocionalmente como muchos otros, pero comenzar una nueva relación se siente tan bien, sana todas mis heridas y me hace sentir que nunca lo había hecho antes».
Kelly grabó una maqueta e invitó a Michael Ostin, del departamento A&R de Warner Bros. Records, a escucharla en su casa. Steinberg y Kelly tocaron un par de melodías para Ostin e intentaron decidir para qué artista sería apropiado el tema. Al día siguiente, se reunieron con Madonna para hablar sobre su segundo álbum de estudio; Ostin tenía planeado que la cantante escuchara la maqueta, pues consideraba que la letra y el groove eran perfectos para ella. Más tarde comentó sobre el episodio: «Cuando [Madonna] lo escuchó, se volvió loca, [por lo que] supe enseguida que era para ella y que la volvería una gran canción». En 2009, en una entrevista con Austin Scaggs de Rolling Stone, la artista habló sobre sus primeras impresiones sobre las maquetas de «Like a Virgin» y «Material Girl»:

Me gustaron las dos [canciones] porque eran irónicas y provocativas, pero diferentes a mí. No soy materialista y ten por seguro que no era virgen. Además, ¿cómo puedes ser como una virgen? Me gustaba el juego de palabras, creía que era ingenioso; tan callejero, tan genial. Nunca pensé que podían volverse mis temas más famosos, especialmente el segundo.

## Grabación y producción

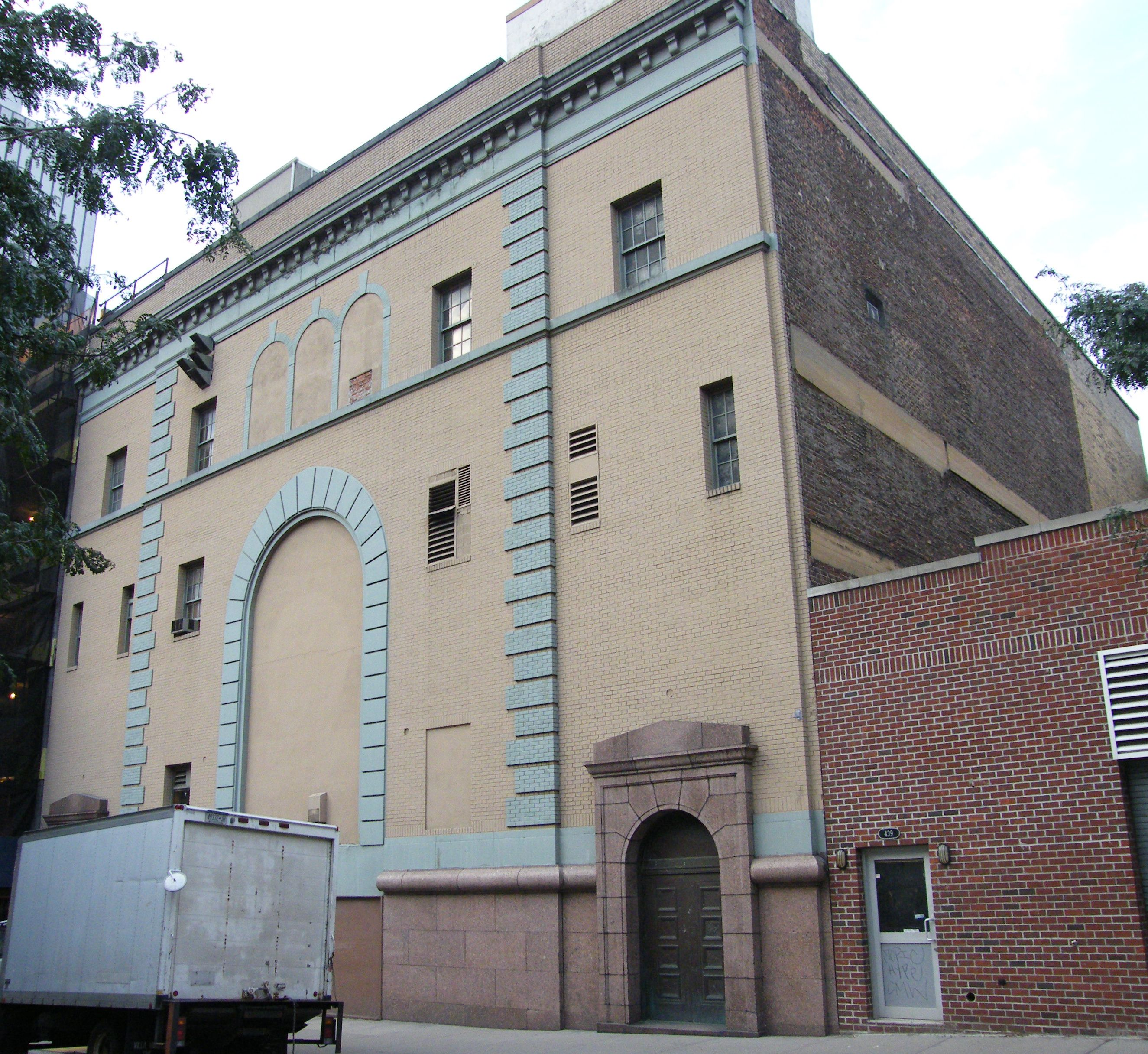
La canción se grabó en el Power Station Studios de Nueva York, conocidos actualmente como Avatar Studios

A mediados de 1984, Madonna se reunió con el productor Nile Rodgers en el Power Station Studios en Nueva York. Al principio, Rodgers no quería que grabara el tema, dado que pensaba que la frase Like a virgin no era un buen hook. El productor rechazó la canción tras escuchar la maqueta, misma que consideró «realmente estúpida y retardada». Más tarde, su opinión cambió: «Es extraño, no la podía sacar de mi cabeza después de escucharla, aunque no me hubiera gustado. Parecía bubblegum pop, pero maduró en mi interior. Comenzó a gustarme [...] aunque mi primera reacción fue decir: "Esto es realmente maricón"». Rodgers consideró que fue Madonna quien encontró el potencial del tema y comentó al respecto: «Le ofrecí mis disculpas [...] y le dije: "Sabes, si es tan pegadiza que la tuve en mi cabeza por cuatro días, por algo debe ser. Así que hagámoslo"». Finalmente, la canción se grabó. Steinberg mencionó sobre el proceso de grabación:

Nuestro demo se atenuaba y [lo último que] se podía escuchar era a Tom diciendo When your heart beats, and you hold me, and you love me («Cuando tu corazón late y me abrazas y me amas»). [...] Madonna debió haberla escuchado con mucho cuidado, porque su versión termina exactamente con los mismos detalles menores que el nuestro. No es frecuente que alguien estudie tu demo tan cuidadosamente, para usar todo su contenido. Estábamos asombrados de cómo lo siguió en eso. [...] Fue la unión perfecta, lo supe desde el primer día en el estudio. Lo que logramos fue pasional, creativo. [...] Madonna a veces estaba de mal talante durante la grabación, todos me decían que era un ogro, pero creo que estuvo genial.

Jason Corsaro, un ingeniero de sonido, convenció a Rodgers de que usara la técnica de la grabación digital, un método nuevo que Corsaro consideraba que sería el «futuro de la grabación», dado que los fragmentos del tema siempre tendrían un sonido constante. Para la mezcla de la canción, el ingeniero utilizó un grabador digital Sony 3324 de 24 pistas y un adaptador Sony F1 de dos pistas. Madonna grabó las partes principales en una sala de paredes de madera, con un piano pequeño y techo alto que se localizaba en la parte trasera del estudio C, conocida como «la sala de R&B» del estudio. Corsaro colocó paneles aislantes alrededor de la cantante y usó la cápsula superior de un micrófono AKG C24, junto con un preamplificador Schoeps y un ecualizador Pultec. Una vez que el tema contó con la aprobación de todo el equipo, Robert Sabino grabó las partes de teclado, para lo que empleó un Sequential Circuits Prophet 5, así como un piano Rhodes y uno acústico. Por su parte, Rodgers utilizó un Synclavier. Aunque no era necesario, Madonna estuvo presente en cada momento de las sesiones de grabación y la mezcla; al respecto, el ingeniero comentó: «Nile estaba allí la mayoría de las veces, pero Madonna estaba siempre, nunca se fue».

## Composición
Perteneciente al género dance, la introducción de «Like a Virgin» está formada por dos hooks. Según la partitura publicada en Musicnotes.com por Alfred Publishing, la canción tiene un compás de cuatro por cuatro y se toca a un tempo de 118 pulsaciones por minuto. Está compuesta en la tonalidad de fa mayor y el registro vocal de Madonna, bastante agudo, va desde la nota sol3 a do5. Según Rikky Rooksby en el libro The Complete Guide to the Music of Madonna, la línea de bajo en la introducción es una reelaboración del leitmotiv de bajo de tres notas presente en la canción de Four Tops, «I Can't Help Myself (Sugar Pie Honey Bunch)» (1965) y también es similar a la del tema «Billie Jean» (1983) de Michael Jackson, sobre todo en la segunda estrofa. Por otra parte, presenta un arreglo para cuerdas creado por Chuck Berry y también se puede escuchar el arreglo de batería de Tony Thompson y otra línea de bajo, acompañados por los sintetizadores. La progresión armónica del tema es circular y se basa en los acordes diatónicos I–IV–VII–III–VI–II–V–I.
En cuanto a la letra, Madonna comentó: «Me gustan las insinuaciones, la ironía y la forma en que se pueden llevar las cosas a otros niveles». Según Rooksby, esta afirmación ha resaltado la ambigüedad de la letra, sobre todo por el uso de la palabra Like (en español: «Como»). El autor también interpretó el sentido de la canción de diferentes maneras. Afirmó que para las mujeres realmente vírgenes, el tema les aconseja mantenerse calmadas antes de su primer acto sexual, mientras que a las que tienen experiencia, les dice que pueden revivir los sentimientos que tuvieron en su primera relación otra vez. En cuanto a los hombres, el autor mencionó que la canción presenta una imagen narcisista de ellos, ya que pueden hacer que una mujer olvide sus encuentros anteriores y viva su sexualidad como si fuera la primera vez. Por su parte, Leo Tassoni, en su libro Madonna comentó sobre la canción: «En "Like a Virgin", que en principio estaba concebida como balada, [la cantante] dice que desde que ha conocido a su nuevo amor se siente otra vez como una virgen».

## Recepción crítica
Considerado uno de los sencillos más famosos de Madonna, «Like a Virgin» recibió en su mayoría críticas positivas. J. Randy Taraborrelli, en su biografía de la cantante, dijo que «[Madonna] logró crear una canción tímida y coqueta que sugería que era realmente virgen — emocionada, sexy y dispuesta». Stephen Thomas Erlewine de Allmusic comentó que era «una afirmación definitiva». Añadió que, junto con «Material Girl», fueron las canciones que hicieron de Madonna un ícono y que las dos hacían sombra al resto del álbum Like a Virgin «porque son la combinación perfecta entre la temática y el sonido». Debbie Miller, de la revista Rolling Stone, afirmó que la voz de la artista «no posee la fuerza ni el registro de, digamos, Cyndi Lauper, pero sabe lo que funciona en la pista de baile [...] a pesar de su voz de niñita, [en "Like a Virgin"] hay una corriente subterránea de ambición que la transforma en algo más que la última Betty Boop [...] Cuando canta You made me feel/Shiny and new/Like a virgin, sabes que está buscando algo». En 2016, la misma revista la destacó como la quinta mejor canción de la intérprete y mencionó que «si bien la palabra virgin es la única referencia sexual en la letra, sigue sonando cargada de lujuria». Jim Farber, de Entertainment Weekly, opinó que el tema contribuyó a agrandar la idea de «Madonna-prostituta». Chuck Arnold, de la misma publicación, sostuvo que «se erige como uno de los mejores de los '80». En 2019, el mismo autor sostuvo que era uno de los «mejores y más grandes» sencillos de la artista, que además «cambió el juego para ella, llevándola de diva de discoteca a futura Reina del Pop. [...] 35 años después, sigue siendo sumamente pegadiza». El portal Digital Spy lo nombró «un clásico irrefutable», que además contaba con una de las mejores líneas de bajo en el pop y destacó su letra «sorprendentemente ambigua» e «instantáneamente memorable».
| Una de las canciones definitorias de los años ochenta, «Like a Virgin» se ha convertido en una parte tan popular del vernáculo pop que damos por hecho las millones de pequeñas cosas que hace brillantemente, desde los inesperados cambios de acordes en los versos hasta su outro tentadoramente prolongado, [...] ofreciendo una clase absolutamente magistral de cómo hacer pop ochentero y haciendo que el estrellato de Madonna sea permanentemente innegable. —Andrew Unterberger, de la revista Billboard, comentando sobre «Like a Virgin» en el conteo de las 100 mejores canciones de Madonna, donde figuró en la décima posición. |

Del portal Medium, Richard LeBeau la calificó como una «impresionante [canción] pop que combina letras provocativas, una línea de bajo alimentada por sintetizadores y una melodía clásica». El periódico digital Hoy Bolivia se refirió a ella como «provocativa [...] glamorosa, sexual y adictiva». Por su parte, Sal Cinquemani de la revista Slant la llamó «un clásico». Guillermo Alonso, de la edición española de la revista Vanity Fair, lo destacó como el décimo mejor sencillo de la cantante. Alfred Soto, de Stylus, expresó que tenía un estilo chic, y Katie Henderson, de The Guardian, dijo que se trataba de una canción «descarada». Michael Paoletta, de la revista Billboard, afirmó que posee «un ímpetu febril» dentro del dance y el rock. Sebas E. Alonso, de Jenesaispop, la incluyó en la novena posición en su lista de las sesenta mejores canciones de la artista, y comento que era «un single muy original (podrá haber dos “Take a Bows”, pero nunca dos “Like a Virgins”), desprovisto de bastante sentido romántico en boca de Madonna, quien potenció su sentido sexual».
Mayer Nissim, del periódico en línea PinkNews, opinó que «resaltó la completa autoridad artística de Madonna de sí misma como un ser sexual». Nicole Hogsett, contribuidora y editora del sitio Yahoo!, la llamó «una oda coqueta e inocente (y a la vez nada inocente) a un amante. Desde las clásicas notas de apertura hasta el final, es una discusión innegable y divertida sobre el amor». Morgan Troper, de Portland Mercury, la llamó «una canción dulce y alegre (es decir, no particularmente sensual)». Una reseña negativa provino de Dave Karger, de Entertainment Weekly, que le pareció un poco repetitiva e inmadura en la actualidad. Louis Virtel, de NewNowNext, también fue negativo al decir que «marcó un emocionante momento cultural, pero también es uno de sus sencillos que peor ha envejecido, y más aún desde su debut. Es kitsch y divertida, pero también la canción de Madonna que nadie quiere volver a escuchar». En 2018, Sal Cinquemani de Slant opinó que si bien fue la primera canción distintiva de la intérprete, «es una nimiedad realmente [...] con sus guitarras desinteresadas, su línea de bajo a lo "Billie Jean" y su voz de helio».
En 2003, la revista Q solicitó a los seguidores de Madonna que votaran sus veinte mejores sencillos y «Like a Virgin» fue la quinta en la lista. En 2012, los lectores de la revista Rolling Stone en su edición española lo escogieron como el número cuatro entre sus diez mejores temas. Al respecto, la revista dijo que seguía sonando «fresco y descaradamente pop». En el trascurso de ese año, Enio Chiola, editor de PopMatters, la incluyó como la número cuatro entre sus quince mejores canciones. Steve Peake, editor de ThoughtCo., lo consideró su segundo mejor tema en la década de 1980 y lo llamó una «pieza de magia pop» y «una declaración icónica que creó la primera ola de la siempre cambiante imagen de la cantante». Otros medios, como Jenesaispop y Bello Magazine, la incluyeron en sus listas de las mejores canciones de la artista. Ed Masley, de The Arizona Republic, la incluyó en el quinto puesto de los 30 mejores sencillos de la artista; al respecto, comentó que «ningún otro sencillo causa más flashbacks a la primera ola de la "Madonna manía" que este. [...] "Like a Virgin" muestra a Madonna en su momento más chirriante y provocativo». En febrero de 2013, Matthew Rettenmund, autor de la Encyclopedia Madonnica, la incluyó en la posición 19 de «La inmaculada percepción: cada canción de Madonna, de peor a mejor», una lista creada sobre las 221 pistas grabadas por la intérprete, desde sus primeros comienzos en 1980 hasta ese entonces. La revista Marie Claire la ubicó en la tercera posición de la lista de los 10 mejores temas de la intérprete; al respecto, expresó que continuaba sonando «fresco y ultra pop» y que mostraba «el erotismo que siempre ha caracterizado a la intérprete, sobre todo si se analiza la letra: indirectas e insinuaciones con carácter sexual». De los quince mejores temas, Gloria Aguilar, del sitio Mujer de 10, lo consideró el mejor de Madonna; reconoció que «no ha envejecido ni un día, sigue siendo un himno pop y una canción totalmente icónica».

## Recepción comercial

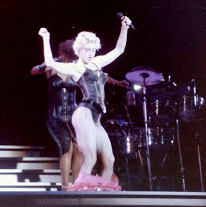
Madonna durante la interpretación de «Like a Virgin» en el Who's That Girl World Tour (1987)

«Like a Virgin» salió a la venta en el último trimestre de 1984, con vista al mercado navideño. En poco tiempo, se convirtió en uno de los sencillos más vendidos en la historia de Warner Bros. Records; fue el primer número uno de Madonna en el Billboard Hot 100, donde debutó en la posición 48 el 17 de noviembre de 1984. Alcanzó la primera posición de dicha lista el 22 de diciembre del mismo año y permaneció allí seis semanas. Recibió un disco de oro entregado por la Recording Industry Association of America (RIAA) el 10 de enero de 1985 por la venta de un millón de copias en los Estados Unidos. Hasta 1999, había vendido 1,9 millones de ejemplares en Estados Unidos y 240 000 descargas digitales hasta 2010. También alcanzó la cima de la lista Dance Club Songs y el noveno en la Hot R&B/Hip-Hop Songs. Ocupó el segundo lugar en la lista anual de 1985 y Billboard eligió a Madonna como la artista pop más exitosa de ese año. En Canadá, debutó en el puesto 71 en la lista de la revista RPM el 24 de noviembre de 1984 y llegó a la cima el 19 de enero de 1985. En total, estuvo veintitrés semanas y se ubicó en la posición 35 en la lista de fin de año.
La canción ingresó en la UK Singles Chart el 17 de noviembre de 1984 en el número 51 y alcanzó el tercer lugar el 12 de enero del año siguiente. Estuvo dieciocho semanas en la lista y recibió un disco de oro entregado por la British Phonographic Industry (BPI) debido a la venta de quinientas mil copias en el Reino Unido. Según Official Charts Company, el sencillo ha vendido 925 000 unidades en esa nación para abril de 2019. Estuvo entre los diez primeros en otros países de Europa, entre los que se cuentan Austria, Bélgica, Francia, Alemania, Irlanda, Italia, los Países Bajos, Noruega y Suiza. «Like a Virgin» fue su primera canción en llegar a la primera posición de las listas australianas Kent Music Report. Llegó al segundo lugar en Nueva Zelanda, al número 15 en Suecia y al primer puesto en la Eurochart Hot 100 Singles. Examiner.com y About.com colocaron a «Like a Virgin» en los puestos primero y segundo respectivamente en sus listas de las diez canciones más exitosas de Madonna de la década de 1980.

## Video musical

### Desarrollo
| Para «Like a Virgin» le propuse: «¡Vamos a hacerlo en Venecia!». La idea de Madonna cantando en una góndola era lo más escandaloso que se me ocurría. Y le gustó, porque le atrae todo lo que tiene que ver con la Iglesia católica y su ascendencia italiana. La filmación se convirtió en una gran fiesta. —La directora Mary Lambert hablando sobre la grabación del video. |

Al igual que el sencillo, el video musical se lanzó con vistas al mercado navideño y su precio de venta fue de 19,98 USD. Dirigido por Mary Lambert, quien había trabajado con Madonna en «Borderline», se filmó en Venecia y la Ciudad de Nueva York en julio de 1984. La artista representó a una mujer virgen por elección pero con una imaginación pornográfica, que camina por habitaciones con piso de mármol usando un vestido de novia. Esta secuencia se intercala con planos de la cantante navegando con una góndola y con una actitud más provocativa. Al respecto, comentó: «[Mary Lambert] quería que yo fuera la chica moderna y mundana que soy, pero también quisimos volver en el tiempo y que yo fuera virgen». Al comienzo, se ven planos de Madonna subiéndose a un bote en el puente de Brooklyn y viajando luego por la ciudad italiana. En las escenas donde camina por la ciudad, se mueve sinuosamente e imita a una stripper, además de usar un vestido negro y pantalones azules, así como muchos collares con símbolos cristianos. Mientras Madonna canta, se ve a un león caminar entre las columnas de la plaza de San Marcos y frente a la estatua de San Marcos. En el video aparecen luego juegos relacionados con máscaras de carnaval y hombres con máscaras de leones, asociados con costumbres del siglo XVIII y dicho evangelista. Sheila Whiteley, autora de Women and popular music: sexuality, identity, and subjectivity consideró que su imagen en el video busca simbolizar la negación de la experiencia sexual, pero las escenas de la góndola logran desmentir esto. La aparición del león macho confirma el discurso subyacente, que hace referencia a los cuentos de hadas y el sexo pornográfico. Whiteley también resaltó que, en el video, el amante de la artista usa una máscara de león y que, al estar con él, abandona su apariencia inocente y muestra su propensión a dejarse llevar por pasiones animales; una vez que se instala el deseo, el hombre se convierte metafóricamente en una bestia. La cantante comentó sobre filmar con el animal:

El león no hacía nada de lo que debía y terminé tirada contra una columna, con su cabeza en mi entrepierna. [...] Pensé que me daría un mordisco, así que arrojé mi velo, lo miré a los ojos y [el animal] abrió la boca para dejar escapar su rugido. Estaba tan asustada que se me fue el alma a los pies. Cuando finalmente se alejó de mí, la directora gritó: «¡Corte!» y yo tuve que tomarme un descanso largo. De todas maneras, me pude conectar con el león: sentí que en una vida anterior fui un león, un gato o algo similar.

### Recepción y análisis

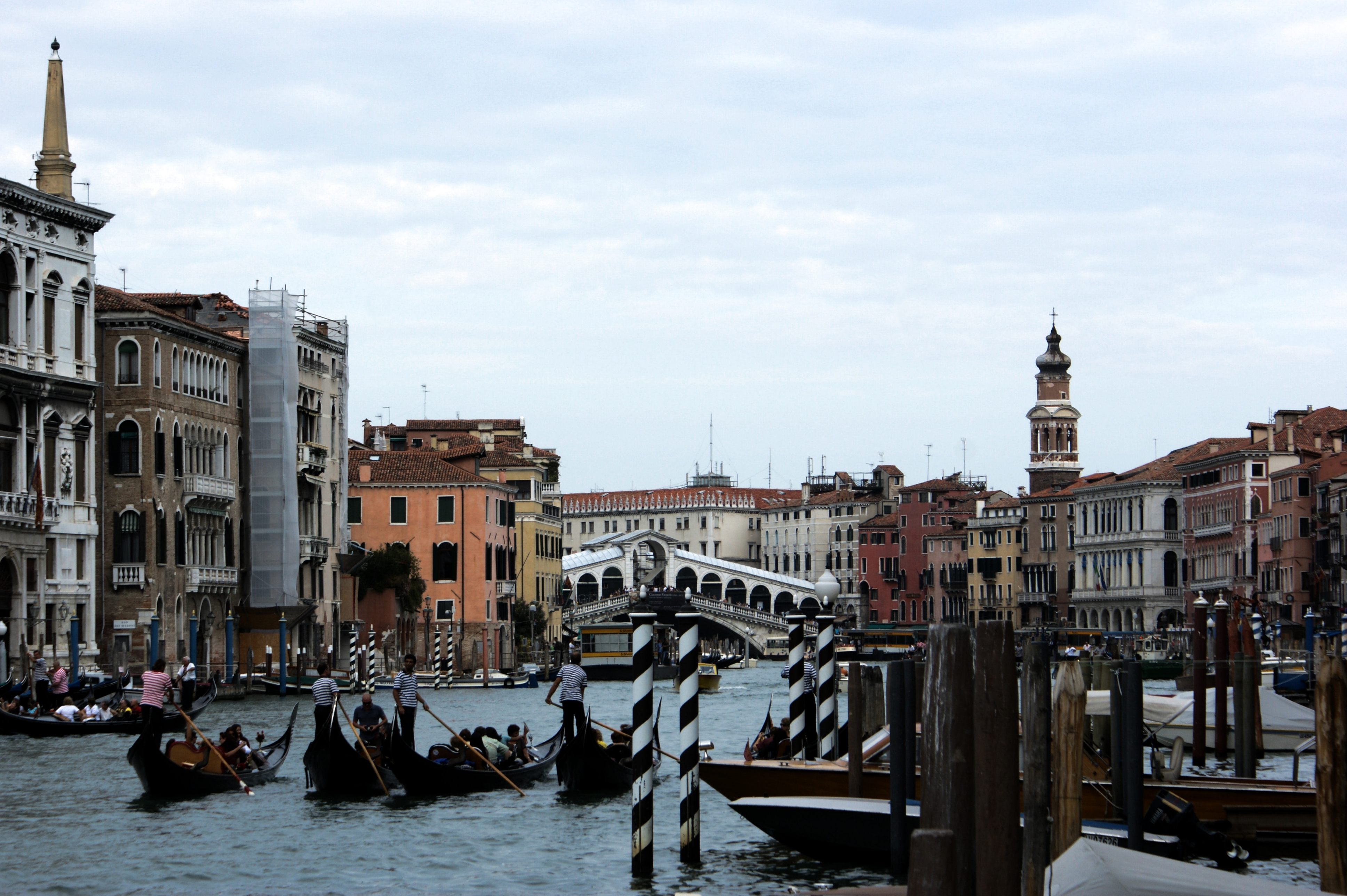
En el video, se pueden observar planos de la cantante navegando en una góndola por los canales de Venecia

Algunos especialistas destacaron la expresión de la vitalidad veneciana en el video. La escritora Margaret Plant comentó: «Con el león de San Marcos y el frente virginal de la ciudad, la antigua y "sacrosanta" Venecia se convirtió en un mundo pop que gira con mucha energía y cuya circulación es infinita». También explicó que San Marcos simboliza una época en la que los crímenes de índole sexual se castigaban severamente en Venecia. Las violaciones, la homosexualidad y la promiscuidad implicaban la pérdida de la nariz, una mano o la vida. Madonna desafía esto y busca aumentar la tolerancia. La parte donde el hombre con la máscara de león la lleva al Palacio de Venecia representa al santo acompañando a la supuesta virgen y Madonna se convierte en un símbolo de La Serenísima, es decir, la República de Venecia. Plant también mencionó que Madonna restauró la energía y el erotismo de la ciudad, que originalmente había recibido su nombre en honor a Venus. Cuando cambia su top azul por uno negro, la cantante hace referencia al dominio que ejerce la localidad italiana, que posee la reputación de convertir a sus visitantes en víctimas. Carol Clerk en el libro Madonnastyle comentó que, con el video, «se acabaron los días en que Madonna era una estrella de videos baratos, ahora comenzó a formar parte del mundo del espectáculo en serio».
Este video figura en el puesto 61 de la lista de VH1 de los cien mejores videos de la historia. La revista Rolling Stone en su versión argentina lo consideró uno de los diez que resumen la trayectoria de la cantante. De manera similar, Bill Lamb de About.com lo colocó en la séptima posición de su lista de los diez mejores videos de Madonna y comentó que con este video «dio un salto hacia adelante en la sofisticación de su trabajo y en la música en general de los videos». Por su parte, Derek Evers de AOL Music también lo contó entre los diez mejores videos de la artista y destacó las escenas del león. El equipo de redacción de The Hollywood Reporter y el de Billboard lo consideraron el mejor video de la cantante. Además, el programa Extra, presentado por Mario López y Maria Menounos, lo consideró uno de los diez videos más sexys y provocativos de Madonna.
En 1985 se filmó un video de «Like a Virgin» en vivo en una presentación de The Virgin Tour en Detroit, que se usó luego para promocionar el lanzamiento del DVD Madonna Live: The Virgin Tour; esta versión recibió una nominación en la categoría de mejor coreografía en la edición de los MTV Video Music Awards en dicho año. Asimismo, la interpretación del tema perteneciente al Blond Ambition World Tour en París se puso a la venta el 9 de mayo de 1991 para promocionar el documental Madonna: Truth or Dare y recibió una nominación en las categorías de mejor video femenino y mejor coreografía en la misma ceremonia de premios de dicho año. Posteriormente, figuró en los DVD The Immaculate Collection (1990) y Celebration: The Video Collection (2009).

## Interpretaciones en vivo

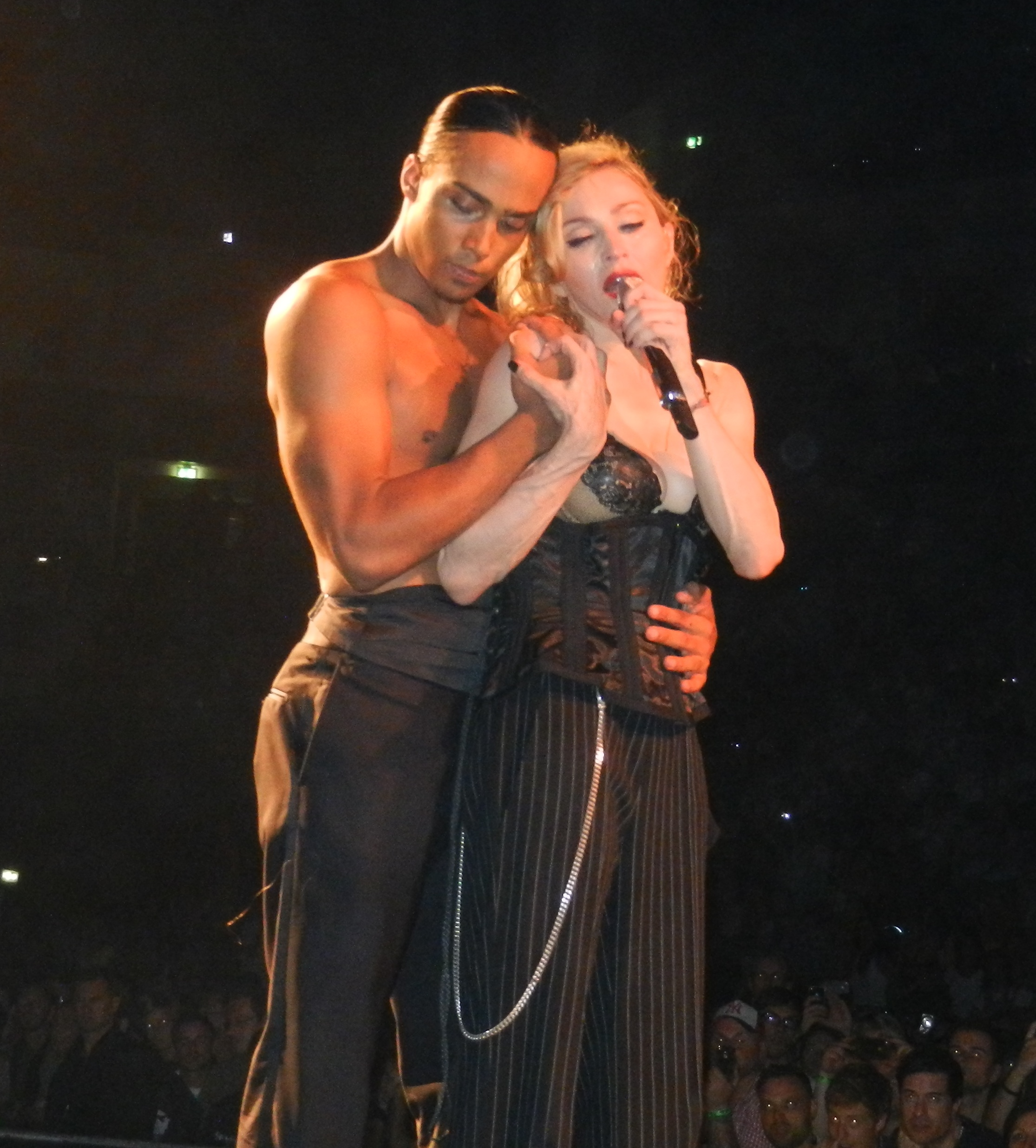
Madonna interpretando una versión acústica de «Like a Virgin» durante la gira The MDNA Tour, realizada en 2012

Madonna cantó «Like a Virgin» por primera vez durante la fiesta de cumpleaños del artista Keith Haring, celebrada el 16 de mayo de 1984 en la discoteca Paradise Garage; portó una chaqueta negra pintada por el artista y la cantó sobre una cama de latón cubierta con volantes y cosida con rosas blancas. Ese mismo año, la interpretó en la primera edición de los MTV Video Music Awards, donde apareció en el escenario encima de un pastel de bodas gigante con un vestido de novia, el cinturón «Boy Toy» y un velo. El punto álgido de la presentación, bastante subida de tono, llegó cuando la cantante comenzó a rodar por el escenario mientras hacía movimientos sexualmente sugerentes. Esta actuación se considera una de las más emblemáticas y renombradas de la historia de MTV. El diario español El País afirmó que Madonna «no sería nadie si en 1984 no hubiera aparecido en los premios de la cadena cantando "Like a Virgin"». Por su parte, la propia MTV se ha referido a esta actuación: 

[...]  Dio a los MTV Video Music Awards de una reputación aún en pie, como el hogar de los momentos más impactantes jamás vistos en una entrega de premios. Ella no solamente consolidó su posición (mantenida por décadas) como una presencia capaz de establecer los límites en el mundo de la música popular, sino que además plantó firmemente la marca de MTV en el terreno de la cultura pop. ¡Gracias, su majestad!

La canción también figuró en siete de sus giras. En la de 1985, The Virgin Tour, la artista nuevamente usó su vestido de novia así como el ramo de flores, aunque no llevó a cabo la secuencia descrita anteriormente y agregó una cita de la canción «Billie Jean» de Michael Jackson. Además, caían globos sobre el público cuando Madonna rodaba por el suelo. Esta interpretación se incluyó en el compilado de videos Madonna Live: The Virgin Tour, grabado en Detroit, Míchigan. En la gira de 1987, Who's That Girl World Tour, la artista le dio un aire de comedia ligera e incluyó citas de «I Can't Help Myself (Sugar Pie Honey Bunch)». Además, se sacó una por una las piezas que conformaban su traje hasta que quedó solo con un corsé negro. Terminó su presentación coqueteando con uno de sus bailarines, que cumplía el rol del novio. Las interpretaciones del tema en esta gira pueden encontrarse en dos compilaciones de video: Who's That Girl – Live in Japan —filmado en Tokio el 22 de junio de 1987— y Ciao Italia: Live from Italy —rodado en Turín el 4 de septiembre del mismo año—.

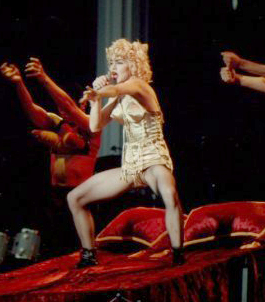
Madonna interpretando «Like a Virgin» en la gira Blond Ambition World Tour de 1990. El Vaticano calificó la gira como «uno de los espectáculos más satánicos en la historia de la humanidad»

En la gira Blond Ambition World Tour de 1990, la canción se modificó. Se hizo un arreglo de estilo de Oriente Medio y se creó una coreografía subida de tono, en la que Madonna usaba un corsé dorado y simulaba masturbarse en una cama de seda roja en compañía de dos bailarines que usaban sostenes cónicos, diseñados por Jean-Paul Gaultier. Esta actuación generó polémica, particularmente cuando la policía de Toronto amenazó con arrestarla por el cargo de exhibicionismo indecente a menos que la modificara. Madonna no lo hizo y no la arrestaron. Se filmaron y se lanzaron en video dos interpretaciones del tema de esta gira; una figura en Blond Ambition – Japan Tour 90 —filmado en Yokohama el 27 de abril de 1990— y la otra, en Blond Ambition World Tour Live —grabado en Niza el 5 de agosto de 1990—. En la gira The Girlie Show World Tour de 1993, Madonna usó un traje esmoquin y sombrero de copa alta e imitó a la actriz Marlene Dietrich, así como cantó el tema con un acento alemán muy marcado. Pronunció la palabra virgin como wirgin e incluyó un extracto de la canción «Falling in Love Again (Can't Help It)» de la actriz. Según los autores del libro Madonna's Drowned Worlds, este acento exagerado y el tempo de la canción, modificado para que fuera de tres por cuarto, dieron a la canción un aire de parodia. La actuación está inspirada en la película Marruecos, de 1930. Esta interpretación se puede encontrar en el video  The Girlie Show - Live Down Under, grabado el 19 de noviembre de 1993 en Sídney.
En abril de 2003, durante la promoción de su noveno álbum de estudio, American Life, Madonna improvisó una versión acústica del tema para Tower Records. Por otra parte, la interpretación de «Hollywood» en la edición de 2003 de los MTV Video Music Awards buscó recrear la de «Like a Virgin» en 1984. Britney Spears comenzó cantando los primeros versos de «Like a Virgin», mientras salía del pastel de bodas gigante. Luego Christina Aguilera la imitó y ambas comenzaron a cantar mientras se movían. Después, Madonna apareció vestida de novio y cantó «Hollywood». Al final, besó en la boca a Spears y a Aguilera. Spears mencionó que ese beso «fue idea de Madonna»; esta actuación figuró en los titulares de muchas partes del mundo debido al beso entre Britney y Madonna. El periódico The Atlanta Journal-Constitution recibió quejas por haber colocado una foto del beso en la portada, lo que hizo que el editor principal, Hank Klibanoff debiera emitir una disculpa pública:

En el periódico estamos acostumbrados a utilizar imágenes que a nosotros no nos gustaría publicar, pero que el rigor de la noticia nos impone. Por ejemplo, eso ha ocurrido durante la guerra de Irak o en el caso del beso entre Madonna y Britney Spears. Esta foto debería haber figurado en páginas interiores y nunca en la portada.

En la gira Confessions Tour, en 2006, la interpretación del tema tuvo una temática relacionada con la equitación. Madonna usó un traje negro ajustado y cantó sobre un caballo de carrusel hecho de cuero y cubierto con tachas, mientras que las pantallas de fondo mostraban radiografías de sus huesos rotos en un accidente de equitación en su 47.º cumpleaños. La presentación figura en el álbum en vivo The Confessions Tour, lanzado en 2007. En la gira de 2008, Sticky & Sweet Tour, Madonna la cantó en Roma y se la dedicó al papa Benedicto XVI. Comentó: «Quisiera dedicarle esta canción al papa, sé que me ama» y dijo que era una hija de Dios. También pidió al público que la cantara con ella. Además, mientras cantaba «She's Not Me», de su undécimo álbum de estudio Hard Candy (2008), besó en los labios a una bailarina que estaba vestida como «otra versión de sí misma [...] de la época de "Like a Virgin"». Durante los conciertos de Oakland y Buenos Aires cantó una versión a capela del tema a petición de los espectadores; una de estas interpretaciones se añadió posteriormente a su tercer álbum en vivo, Sticky & Sweet Tour (2010).

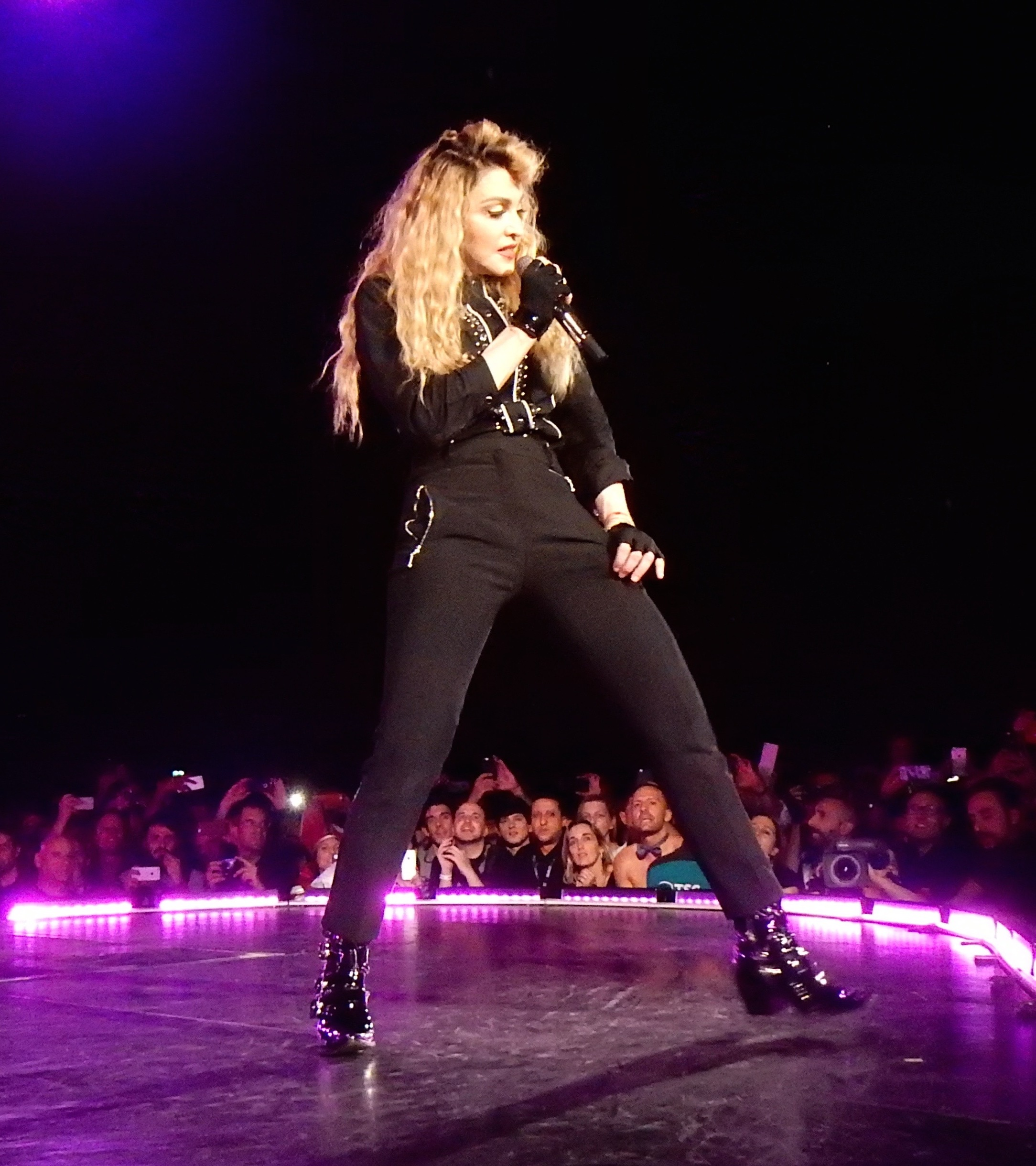
Madonna cantando «Like a Virgin» en un concierto de su gira Rebel Heart Tour de 2015-2016

En la gira de 2012 The MDNA Tour, también se incluyó en el programa. En este caso, se trató de una versión acústica al estilo burlesque tocada en un piano, con elementos de «Evgeni's Waltz», un tema de la banda sonora de W.E. Sin embargo, las interpretaciones de la canción durante esta gira también contemplaron variaciones. En su presentación en São Paulo no la cantó, mientras que en su concierto en Río de Janeiro realizó «una suerte de striptease» y mostró un tatuaje en su espalda, en el que se leía la palabra periguete, que significa en portugués «chica fácil». Tras esto, afirmó que cantaría el tema «para todas las periguetes del mundo». En su concierto en la provincia argentina de Córdoba cantó la canción en vez de «Don't Cry for Me Argentina» mientras fumaba un cigarrillo. La edición argentina de Rolling Stone la describió como «sombría» y la consideró «ahora una balada de anhelo de inocencia perdida». Durante una presentación en Berlín, Madonna lloró sobre el escenario al cantar el tema. Una presentación de «Like a Virgin» figuró en el cuarto álbum en vivo de la cantante, MDNA World Tour (2013), grabado el 19 y 20 de noviembre de 2012 durante los conciertos realizados en la ciudad de Miami.
Una versión moderna y remezclada del tema se incluyó en la gira de 2015 y 2016, Rebel Heart Tour. Esta resaltaba las percusiones que se presentan hacia la mitad y también incluyó elementos de hip hop y de las otras canciones de Madonna, «Erotica» (1992) y «Heartbeat», de Hard Candy; esta remezcla fue creada por el productor francés Denis Zabee. Madonna bailó sola por la pasarela del escenario, que estaba iluminado con luces púrpuras, y, durante la mitad de la interpretación, se arrodilló para desabotonarse la blusa. Rolling Stone citó la presentación como uno de los puntos culminantes del concierto. Jim Farber, del periódico Daily News, opinó que «[Madonna] apareció bailando sobre el escenario con una libertad e inocencia que la hizo verse, a sus 57 años, nuevamente "brillante y fresca"». Una actuación de «Like a Virgin» en esta gira se incluyó en el quinto álbum en vivo de Madonna, Rebel Heart Tour, publicado en 2017.

### En la cultura popular

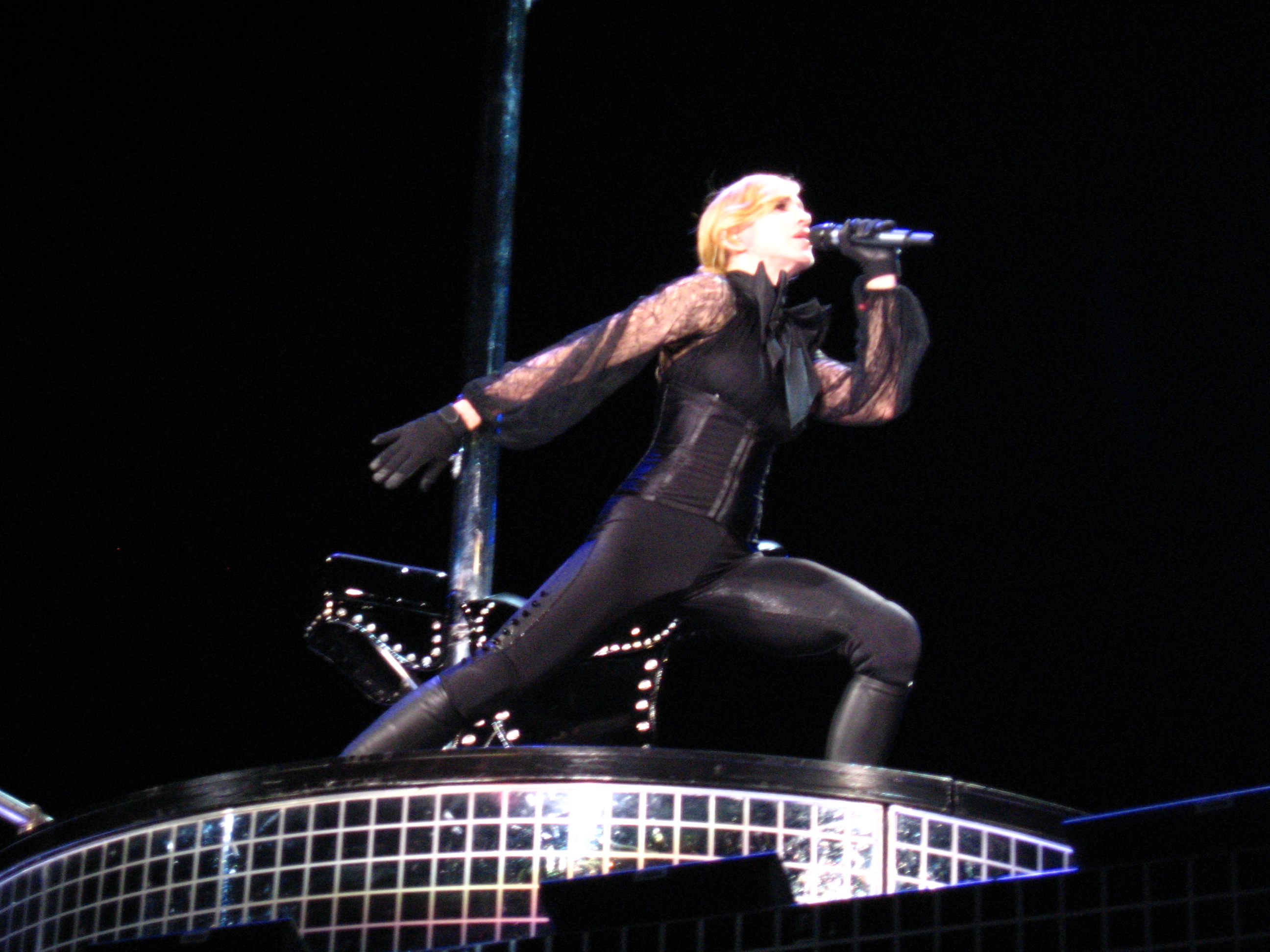
Madonna cantando «Like a Virgin» en el Confessions Tour de 2006

## Impacto cultural y legado

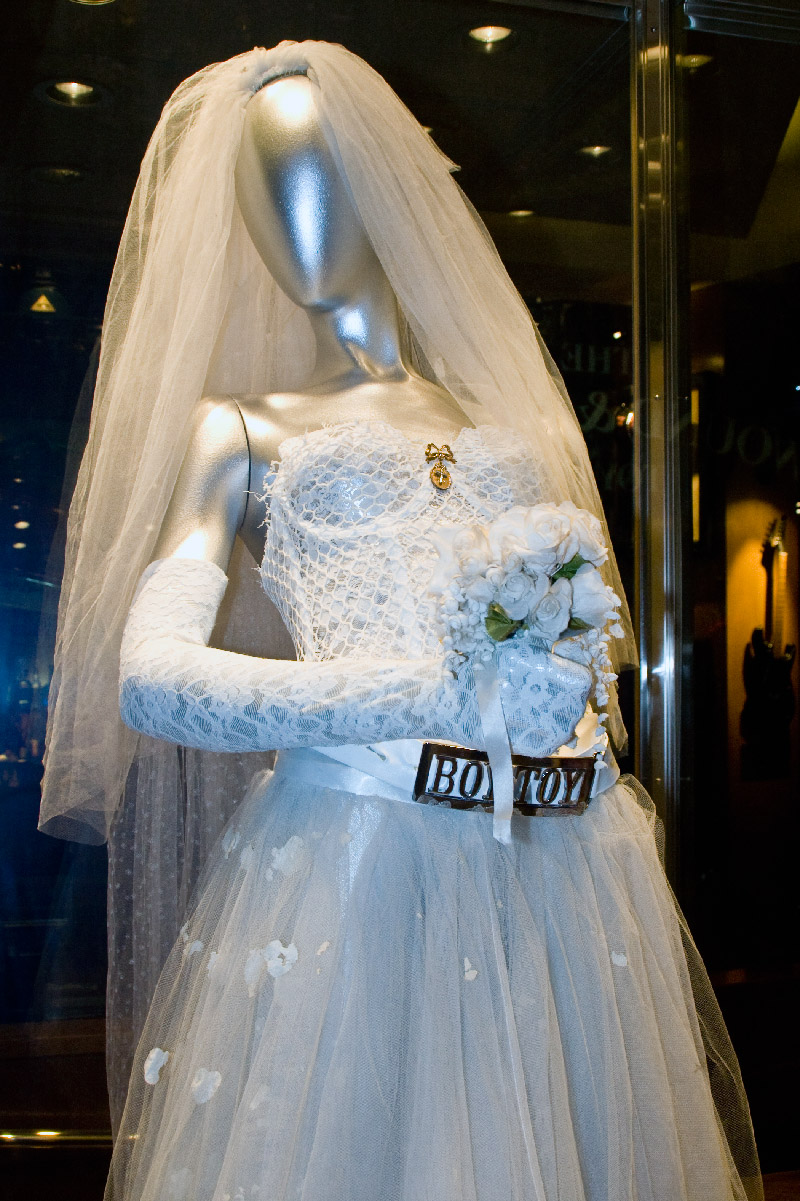
El vestido de novia que la intérprete utilizó para la presentación de «Like a Virgin» en los MTV Video Music Awards de 1984. Según algunos expertos, este vestido «cautivó a toda una nación»

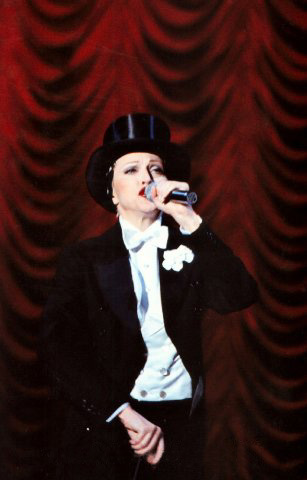
Madonna cantando el tema durante la gira The Girlie Show World Tour de 1993, imitando el estilo de Marlene Dietrich